# Болница Ла Роше-Гион
Болница Ла Роше-Гион (фр. hôpital de La Roche Guyon) једна је од многобројних болица Париза у систему Assistance publique - hôpitaux de Paris (AP-HP). Организационо болница је у саставу  неуро-педијатријско одељење болнице  Арман Трусо (франц. Hôpital Armand-Trousseau) (Париз, 12. арондисман ) са којом чини болничку групу за лечење особе са хандикепом за подручје Источног Париза.

## Положај
Болница Ла Роше-Гион се налази у насљу Ла Роше-Гион (франц. La Roche-Guyon) у департману Долини Оазе (франц. Val-d'Oise) у Ил де Франс (Île-de-France) или Париском регион (највећем региону Француске по броју становника) у коме се налази 8 департмана укључујући и град Париз. Болница је удаљена око 70 км од универзитетских болница у источном Паризу, за коју је у стручном погледу везана.

## Историја
Смештено 70 километара западно од Париза, у општини Ла Роше-Гион, ова установа свој настанак дугује двема заоставштинама породица  Ла Рошфуко и Фортен:
Прва заоставшина
Болница је основана 1850. године када је Comte de la Rochefoucauld власник замка, одлучио да у једном од својих павиљону на свом имању прими на опоравак реконвалесцентну децу. Године 1854. власник замка је саградио павиљон са 111 кревета (садашња зграда павиљона Ла Рошефуко (La Rochefoucauld)) како би повећао смештајне капацитете. По његовој смрти 1863. године јавна здравствена установа Assistance publique преузела је грофово наслеђе, и од његовог павиљона створила „Реконвалесцентни дом Ла Роше-Гион“, намењен лечењу деце из две старе париске болнице.
Друга заоставштина
Зграда из друге заоставштине (павиљон „Фортен”), која потиче  из 1849. године, припадала је Théodore-Marie Fortin.У њој је 8. децембра 1890. године основана хоспициј, за смештај сиромашне деце о којој су бринуле монахиње из локалне верске заједнице. Године 1922. године, када су монахиње задужене за образовање сиромашне деце отишле из ове установе, часови у њој су замењени су изолационим собама, а у павиљон Фортен  смештена су деца реконвалесценти оболела од срчаних болести
Између два светска рата болница је имала до 139 кревета, а током Другог светског рата број кревета је нарастао на 207.  
И док је 1959. павиљон „Ла Рошефуко” постао прихватни центар за ментално заосталу децу и адолесценте, у павиљону „Фортен” и даље су смештени срчани реконвалесценти, а од 1973. године све више деца са инвалидитеом.
Од 1970-тих година болница Ла Роше-Гуион трансформисан је у болницу за лечење деце са инвалидитетом инвалидитетом. Број кревета са 130 у 1970. години смањен је на данашњих 80, што је  омогућило побољшање услова смештаја (стварање дневног простора), деце са вишеструким инвалидитетом, из области у којој се болница специјализовала.
Дана 26. јануара 1999. године дечије болница Saint-Vincent-de-Paul и болница Ла Роше-Гион спојила се са болницом Кошан.

## Делатност
Ова болница је предводник у раду са хендикепираном децом и пионир у истраживању лечења особа са полихандикепом, која живе неким посебним животом. Њима живот олакшава  специјализовани тим лекара, радних терапеута, физиотерапеута, дијететичара и социјалних радника.

## Галерија
- Стара здања болнице
- Поглед на болницу из дворишта
- Улаз у болницу
- Поглед на болницу са улице